# Johann Faulhaber
Johann Faulhaber (Ulm, 5 de maio de 1580 — Ulm, 10 de setembro de 1635) foi um matemático e engenheiro alemão. Sua principal contribuição foi o cálculo das somas de potências de inteiros. Jakob Bernoulli fez referência a Johann Faulhaber em seu Ars Conjectandi.